# Blainville-Crevon
Blainville-Crevon település Franciaországban, Seine-Maritime megyében. Lakosainak száma 1227 fő (2022. január 1.). Blainville-Crevon Bierville, Catenay, Grainville-sur-Ry, Longuerue, Morgny-la-Pommeraye, Ry, Saint-Aignan-sur-Ry, Saint-Germain-des-Essourts, Servaville-Salmonville és La Vieux-Rue községekkel határos.

## Népesség
A település népességének változása:
| Lakosok száma | 1208 | 1214 | 1229 | 1209 | 1207 | 1222 | 1227 | 1227 | 1227 |
|               | 2013 | 2015 | 2016 | 2017 | 2018 | 2019 | 2020 | 2021 | 2022 |